# Undertale
Undertale este un joc video de rol 2D creat de dezvoltatorul independent Toby Fox. Jucătorul controlează un copil căzut în Subteran: o regiune mare, sub suprafața Pământului, izolată de o barieră magică. Jucătorul întâlnește diverși monștri în călătoria sa spre suprafață. Unii dintre monștri vor iniția lupte cu jucătorul; cel din urmă trebuie să-și facă drum prin atacurile bullet hell lansate de adversar. Jucătorul poate alege să nu ucidă monștrii, ci să-i liniștească sau să-i subjuge, pentru a-i putea cruța. Aceste alegeri afectează desfășurarea jocului: dialogul, personajele și povestea se pot schimba considerabil.
Cu excepția câtorva imagini, Fox a dezvoltat singur întregul joc, inclusiv scenariul și muzica. Jocul este inspirat din mai multe surse, printre care se numără atât seriile Brandish, Mario & Luigi, Mother și Touhou Project, cât și jocul Moon: Remix RPG Adventure și serialul de comedie Mr. Bean. Inițial, Undertale trebuia să aibă o durată de două ore și să fie lansat la mijlocul anului 2014, însă procesul de dezvoltare a suferit întârzieri.
Jocul a fost lansat pentru Microsoft Windows și Mac OS X în septembrie 2015. A fost portat, de asemenea, pe Linux (în iulie 2016), PlayStation 4, PlayStation Vita (ambele în august 2017), Nintendo Switch (în septembrie 2018), Xbox One și Xbox Series X/S (ambele în martie 2021). Jocul s-a bucurat de o recepție pozitivă datorită materialului său tematic, sistemului său intuitiv de bătălie, originalității, poveștii, dialogului și personajelor sale. Jocul a fost vândut în peste un milion de copii și a primit numeroase premii și nominalizări. Mai multe publicații și convenții au desemnat Undertale drept „jocul anului”. Primul capitol dintr-un joc strâns legat de acesta, Deltarune, a fost lansat în octombrie 2018.

## Experiența de joc

Undertale se folosește de un sistem de bătălie bullet hell, pe ture, în care jucătorul controlează o inimă roșie, evitând atacurile inamicilor, și alege între a lupta, a se comporta într-un anumit fel, a folosi un obiect (de ex. pentru a se vindeca) sau a arăta milă.

Undertale este un joc de rol; jucătorul privește lumea de sus și controlează un copil, îndeplinind obiective pentru ca povestea să poată progresa. Jucătorul explorează o lume subterană, plină de orășele și peșteri, și trebuie să rezolve numeroase puzzle-uri pentru a merge mai departe. În lumea subterană locuiesc diverși monștri; mulți dintre ei îl provoacă pe jucător la luptă; acesta decide dacă să-și ucidă adversarul, să fugă, sau să se împrietenească cu el. Alegerile jucătorului afectează radical direcția poveștii, moralitatea sa fiind fundația pe care se construiește acțiunea.
Atunci când jucătorii întâlnesc inamici fie întâmplător, fie în evenimente impuse de scenariu, ei intră în modul de bătălie. În acest mod, ei controlează o inimioară ce le reprezintă sufletul și trebuie să evite atacurile bullet hell (formate din proiectile ce se mișcă după un anumit model) lansate de monștri. De-a lungul jocului, sunt introduse noi elemente, precum obstacole colorate și lupte cu boși în care modul de controlare a inimioarei se poate schimba. Jucătorii pot alege să-i atace pe inamici, ceea ce implică apăsări de buton la momentul potrivit. Prin uciderea inamicilor, jucătorii obțin EXP (care, la rândul lui, crește LOVE) și galbeni. Ei pot folosi opțiunea „ACT” (comportament, acțiune, faptă) atât pentru a inspecta coeficienții de atac și apărare ai inamicilor, cât și pentru a efectua diverse alte acțiuni, care variază în funcție de inamic. Dacă jucătorul alege acțiunile potrivite sau atacă inamicul până când acesta are puține HP, el îl poate cruța, astfel încheind lupta pașnic. Pentru ca unele confruntări cu boși să se termine amiabil, jucătorul trebuie să supraviețuiască până când adversarul își termină replicile. Povestea jocului se împarte în mai multe ramuri și se poate încheia diferit, în funcție de decizia jucătorilor de a-și ucide sau cruța inamicii; astfel, jocul se poate termina și fără a ucide pe nimeni.
Monștrii vorbesc cu jucătorul în timpul luptei, iar jocul îi comunică acestuia prin text sentimentele și acțiunile lor. Atacurile inamicilor se schimbă în funcție de comportamentul jucătorului: dacă acesta alege opțiuni non-violente, atacurile sunt ușoare, dar dacă alege opțiuni violente, ele cresc în dificultate. Jocul se bazează pe câteva elemente de metaficțiune atât ca experiență de joc, cât și ca poveste. Dacă jucătorul ia de la capăt jocul sau o secțiune a jocului, dialogul va fi parțial alterat, în funcție de alegerile făcute în sesiunile anterioare.

## Poveste
Acțiunea din Undertale se desfășoară în Subteran, un tărâm în care au fost exilați monștrii după izbucnirea unui război cu oamenii. Subteranul este separat de suprafața Pământului printr-o barieră magică; singura breșă este o prăpastie de la Muntele Ebott. Un copil de om cade în Subteran și se întâlnește cu Flowey, o floare vorbitoare care îi explică jucătorului mecanica de bază a jocului și îl încurajează să-și crească „LV”-ul (numit și „LOVE”) prin acumularea de „EXP” în urma uciderii monștrilor. Când Flowey încearcă să-l omoare pe copil și să-i recolteze sufletul, copilul este salvat de Toriel, o capră-monstru foarte mămoasă, care îl învață cum să rezolve puzzle-uri și să supraviețuiască în Subteran fără să ucidă. Ea intenționează să-l adopte pe copil, dorind să-l protejeze de Asgore Dreemurr, regele Subteranului. În cele din urmă, protagonistul o părăsește pe Toriel pentru a căuta castelul lui Asgore, în care se găsește o latură a barierei.
Copilul întâlnește numeroși monștri, precum: scheleții Sans și Papyrus, doi frați care lucrează ca santinele în pădurea Snowdin; Undyne, conducătoarea gărzii regale; Alphys, savanta regatului; Mettaton, un robot prezentator TV, creat de Alphys ș.a. Copilul trebuie să intre în lupte cu majoritatea monștrilor, alegând dacă să-i omoare sau dacă să-i cruțe și chiar să se împrietenească cu ei.
În timpul călătoriei sale, protagonistul află de ce Asgore a redeclarat război omenirii: Asriel, fiul lui Asgore și al lui Toriel, s-a împrietenit cu primul copil căzut în Subteran, care a fost adoptat de familia lor. Într-o zi, copilul a mâncat flori otrăvite și a murit. Când Asriel le-a înapoiat oamenilor cadavrul, ei l-au crezut vinovat și l-au rănit mortal, iar trupul lui s-a transformat într-un praf ce s-a împrăștiat peste grădina regală. Acum, Asgore caută să spargă bariera, însă pentru asta are nevoie de șapte suflete umane, dintre care deja are șase, iar Toriel dezaprobă ferm dorința lui Asgore de a ucide oameni. Personajul principal este cel de-al optulea om căzut în Subteran.
Finalul jocului depinde de felul în care jucătorul abordează confruntările cu monștrii.
Dacă jucătorul joacă Undertale pentru prima dată și nu ucide pe nimeni (sau a ucis doar câțiva dintre monștri), protagonistul ajunge la castelul lui Asgore și află că bariera poate fi traversată (dar nu spartă) cu un suflet de om și unul de monstru. Copilul este forțat să se lupte cu Asgore. Înainte de confruntare, Sans îl oprește pe copil, dezvăluindu-i că „LV” și „LOVE” sunt prescurtări pentru level of violence (nivel de violență), iar „EXP” reprezintă execution points (puncte de execuție). Sans îl judecă, apoi, pe copil, în funcție de cât „LOVE” și „EXP” a acumulat, și decide să îl lase să treacă. Copilul se luptă cu Asgore, dar intervine Flowey, care îi dă lovitura de grație lui Asgore și fură cele șase suflete umane, pe care le folosește pentru a se transforma într-o abominație atotputernică, preluând de la jucător abilitatea de a salva și corupând fișierul existent. Sufletele se răzvrătesc, iar, cu ajutorul lor, copilul îl învinge pe Flowey, își pierde cunoștința și se trezește de partea cealaltă a barierei. Copilul primește un apel de la Sans, care îi descrie în detaliu situația din Subteran de când a plecat. Acesta este finalul neutru și are numeroase variațiuni, în funcție de câți și care monștri au fost uciși și care au fost cruțați.
Dacă jucătorul nu ucide niciun monstru și a terminat o rută neutră în trecut, acestuia îi este dezvăluit faptul că Flowey este o reîncarnare a lui Asriel, creată în cadrul unui experiment efectuat de Alphys pe o floare din grădină. Toriel intervine înainte ca lupta cu Asgore să înceapă și este însoțită de toți ceilalți monștri cu care s-a împrietenit protagonistul. Profitând de zarva creată, Flowey fură cele șase suflete umane și ia mulțimea prin surprindere, capturând și sufletele tuturor monștrilor adunați. Cu noua sa putere, Flowey se transformă într-un Asriel adult și inițiază o luptă cu copilul. Cel din urmă își restabilește legătura cu sufletele prietenilor săi și reușește să facă o conexiune și cu Asriel însuși, triumfând. Asriel revine la forma lui de copil, distruge bariera și își exprimă regretul înainte de a pleca. Protagonistul își pierde cunoștința și se trezește în prezența prietenilor săi, care îi cunosc numele: Frisk. Monștrii ajung la suprafață și se integrează în societate alături de oameni, iar Frisk alege dacă s-o accepte pe Toriel ca mamă adoptivă. Acesta este finalul pacifist.
Un al treilea final, cunoscut drept finalul genocidului, se declanșează dacă jucătorul ucide toți monștrii. Când copilul ajunge la castelul lui Asgore, Sans încearcă să-l oprească, dar nu reușește. Flowey, cu adevărat înspăimântat, îl ucide pe Asgore, încercând să câștige simpatia lui Frisk, care îl ucide prompt. Chara, primul copil căzut, pe care Asriel a încercat să-l readucă la suprafață, se rematerializează și distruge universul. Pentru ca jucătorul să poată juca din nou, Frisk trebuie să-i cedeze Charei sufletul, ceea ce readuce universul la stadiul lui inițial, dar alterează sumbru toate finalurile pacifiste viitoare.

## Dezvoltare
Undertale a fost dezvoltat de Toby Fox în 32 de luni. Procesul a fost finanțat printr-o campanie de crowdfunding pe site-ul Kickstarter. Campania a început la 25 iunie 2013, cu un obiectiv de 5.000$, și s-a încheiat la 25 iulie 2013, cu un total de 51.124$ donați de 2.398 de persoane. Crearea lui Undertale a venit după ce Fox a creat un sistem de bătălie folosind motorul GameMaker: Studio.  El și-a dorit să dezvolte un joc de rol care să fie diferit de restul genului, pe care l-a considerat plictisitor de jucat. Astfel, Fox și-a propus să dezvolte un joc cu „personaje interesante”, care „să-și exploateze contextul în favoarea poveștii... în loc să aibă două abstracții complet separate pentru poveste și pentru experiența de joc”.
Fox a lucrat independent la întregul joc, cu excepția câtorva desene; el și-a dorit să evite să depindă de alții. Fox avea destul de puțină experiență în dezvoltarea de jocuri; el și cei trei frați ai lui foloseau adesea RPG Maker 2000 pentru a crea jocuri de rol, dar nu duceau până la capăt decât foarte puține. Fox a mai lucrat și la câteva modificări ale ROM-ului pentru EarthBound cât era în liceu. Temmie Chang a fost principala consultantă artistică, contribuind cu desene și concepte artistice. Fox a spus că, probabil, stilul grafic al jocului ar fi rămas la fel dacă ar fi avut o echipă mai mare de artiști, fiind de părere că publicul se atașează mai ușor de personajele desenate simplu, în defavoarea detaliilor, și că un astfel de design aduce expresivitate și umor.

### Design ludic
Segmentul defensiv al sistemului de bătălie este inspirat din seria Mario & Luigi și din shooterele tip bullet hell precum seria Touhou Project. Lucrând la sistemul de bătălie, Fox și-a propus să creeze o mecanică pe care să o poată aprecia personal. El și-a dorit ca Undertale să aibă un sistem de bătălie la fel de antrenant ca cele din Super Mario RPG (1996) și Mario & Luigi: Superstar Saga (2003). Fox nu a dorit ca farmingul să fie necesar în niciun moment al jocului, ci să fie opțional. De asemenea, nu a dorit să introducă misiuni de căutare de obiecte, fiindcă acestea cer adeseori ca jucătorul să se întoarcă din drum. În ceea ce privește dificultatea, Fox s-a asigurat să fie digerabilă și distractivă. El și-a convins câțiva prieteni fără experiență în bullet hell-uri să testeze jocul și a constatat că aceștia au reușit să ajungă la final. Fox a considerat că dificultatea jocului este optimă, mai ales luând în calcul complicațiile care s-ar impune în adăugarea de nivele diferite de dificultate.
Sistemul de dialog al jocului este inspirat din Shin Megami Tensei (1992), cu precădere în mecanica de joc prin care jucătorii pot vorbi cu monștrii pentru a evita conflicte. Fox a intenționat să elaboreze mai mult această mecanică, fiindcă eșuarea în comunicare rezulta în obligativitatea de a lupta. El a spus: „Am vrut să creez un sistem care să-mi satisfacă nevoia de a vorbi cu monștri”. Când a început să lucreze la această mecanică, conceptul de a termina jocul fără a ucide vreun inamic „a evoluat de la sine”. Totodată, el nu a luat în calcul înlăturarea totală a opțiunii de a ataca. Întrebat despre dificultatea de a juca jocul fără a ucide, Fox a răspuns că aceasta este „esența uneia dintre temele principale ale acestui joc” – ca jucătorii să pondereze singuri necesitatea violenței. Cu toate că nu jucase Moon: Remix RPG Adventure (1997), Fox s-a lăsat inspirat de unul dintre conceptele folosite de acest joc – acela de a pune în seama jucătorului responsabilitatea de a repara stricăciunile produse de „Erou” și de a-și crește „Nivelul de Iubire” ajutând oamenii, în loc să-i rănească.

### Scenariu
Potrivit lui Fox, ideea de a fi captiv într-o lume subterană a fost inspirată de jocul Brandish. Fox a fost, în parte, influențat și de umorul ușor aiurit al ciberculturii, de serialele de comedie precum Mr. Bean și de atmosfera tulburătoare din EarthBound. Dorința lui Fox de a „răsturna concepte aparent indiscutabile în multe jocuri” a fost un alt factor important în crearea lui Undertale. Fox a constatat că procesul de scriere devenea mai ușor odată ce reușea să stabilească vocea și atmosfera emanată de un anumit personaj. De asemenea, a considerat crearea universului Undertale drept un procedeu natural; universul exprima poveștile celor din el. Fox a crezut că este important să-i facă pe monștri „să dea senzația de indivizi”. El a dat seria Final Fantasy drept exemplu negativ: „toți monștrii din jocurile de rol precum Final Fantasy sunt la fel... e ceva lipsit de noimă”.
Personajul Toriel, unul dintre primele întâlnite în joc, a fost creat ca o parodie după personajele-tutorial. Fox a dezaprobat puternic folosirea personajului-companion Fi în jocul The Legend of Zelda: Skyward Sword, în care răspunsurile la puzzle-uri erau adesea dezvăluite prea devreme. Fox a avut și senzația că din jocurile video de rol lipsesc, în general, personajele-mamă; lui i s-a părut că, în seria Pokémon și în jocurile Mother și EarthBound, mamele sunt folosite „mai degrabă ca simboluri decât ca personaje”. În consecință, Fox a dorit ca personajul Toriel să fie „o mamă care se comportă, să sperăm, ca o mamă” și căreia „chiar îi pasă” de acțiunile protagonistului.
Papyrus și Sans sunt numiți după fonturile Papyrus și Comic Sans, iar dialogul lor este afișat în aceste fonturi. În genericul de final al rutei pacifiste, se specifică că cei doi au fost inspirați de J.N. Wiedle, autorul seriei Helvetica, o serie web de benzi desenate despre un schelet numit după fontul Helvetica. Papyrus, în particular, a fost conceput ca o schiță în caietul lui Fox; inițial, el trebuia să fie un personaj răutăcios numit „Times New Roman” și să poarte o pălărie din fetru.

### Muzică
Coloana sonoră a jocului a fost compusă în întregime de către Toby Fox în FL Studio. Fiind un muzician autodidact, el a compus majoritatea cântecelor cu relativ puțină iterație; tema principală a jocului, „Undertale”, a fost singura care a cunoscut mai multe iterații de-a lungul procesului de dezvoltare. Coloana sonoră este inspirată din muzica jocurilor de rol de pe SNES, precum EarthBound, dar și din seria online de benzi desenate Homestuck, la care a contribuit și Fox cu creații muzicale originale. De asemenea, Fox a declarat că încearcă să se lase inspirat de toată muzica pe care o ascultă, în special cea din jocurile video. Potrivit lui, peste 90% dintre cântece au fost compuse special pentru acest joc. „Megalovania”, piesa folosită în lupta cu Sans, fusese deja folosită în Homestuck și într-una dintre modificările lui Fox aduse ROM-ului pentru EarthBound. Pentru fiecare secțiune a jocului, Fox a compus muzica înainte să se ocupe de partea de programare, fiindcă a considerat că muzica l-a ajutat să „decidă cum ar trebui să evolueze scenele”. Inițial, a încercat să folosească un program de tip tracker pentru a compune muzica jocului, dar i s-a părut greoi de utilizat. În cele din urmă, el a decis să compună separat câteva segmente de muzică și apoi să le conecteze pentru a forma o piesă. Pentru prima aniversare a jocului, din 2016, Fox a publicat pe blogul lui cinci piese nefolosite. Patru dintre cântecele folosite în joc au fost lansate ca DLC pentru versiunea de pe Steam a jocului Groove Coaster.
Coloana sonoră a lui Undertale a fost aclamată de critici și considerată parte importantă a succesului jocului, în special pentru folosirea diverselor laitmotive pentru fiecare personaj în mai multe piese. În particular, „Hopes and Dreams”, tema folosită în lupta cu Asriel în ruta pacifistă, reia majoritatea temelor personajelor importante și este „un mod perfect de a-ți încheia călătoria”, potrivit Nadiei Oxford, de la USgamer. Oxford menționează că această piesă în special demonstrează abilitatea lui Fox de a „transforma cântece vechi în experiențe complet noi”, folosită pe parcursul întregii coloane sonore. Tyler Hicks de la GameSpot a comparat coloana sonoră cu muzica pe 8 biți.
Coloana sonoră a fost reinterpretată de diverse formații, în mai multe stiluri. La a cincea aniversare a jocului, cu susținere din partea Fangamer și 8-4, Fox a transmis online imagini de la un concert din 2019 cu cântece din Undertale interpretate de Music Engine, un grup orchestral din Japonia.

## Lansare
Jocul a fost lansat pe 15 septembrie 2015, pentru Microsoft Windows și Mac OS X și pe 17 iulie 2016, pentru Linux. Fox și-a exprimat interesul să lanseze Undertale și pe alte platforme, dar nu a reușit, o perioadă, să îl porteze pe consolele Nintendo fără a-l reprograma, deoarece GameMaker: Studio nu suporta aceste platforme. În ianuarie 2016, a fost lansat un patch care a corectat câteva greșeli și care a alterat aspectul atacurilor albastre pentru a le face mai ușor vizibile persoanelor daltoniste.
Sony Interactive Entertainment a anunțat în timpul E3 2017 că Undertale urma să fie lansat pe PlayStation 4 și PlayStation Vita. De asemenea, jocul urma să primească o traducere în japoneză și o versiune retail publicată de Fangamer. Aceste versiuni au fost lansate pe 15 august 2017.
O versiune pentru Nintendo Switch a fost dezvăluită într-un Nintendo Direct din martie 2018, dar nu a fost precizată o dată de lansare la acel moment; lansarea lui Undertale pe Switch a adus în ochiul public și o înțelegere între Nintendo și YoYo Games pentru a permite utilizatorilor de GameMaker: Studio 2 să își exporte jocurile și pentru Switch. Versiunea pentru Switch a fost lansată pe 15 septembrie 2018 în Japonia și pe 18 septembrie 2018, în restul lumii. Toate porturile pentru console au fost dezvoltate și publicate pentru toate regiunile de către compania japoneză 8-4, care a realizat traducerea în japoneză a jocului.
Pe 16 martie 2021 au fost lansate și versiuni pentru Xbox One și Xbox Series X/S. Ca și versiunile pentru PlayStation 4 și Switch, versiunile pentru Xbox au conținut special, specific platformei.
Au fost lansate spre vânzare și alte materiale și mărfuri Undertale, inclusiv jucării bazate pe personajele din joc. Coloana sonoră a fost lansată de Materia Collective în 2015, odată cu lansarea jocului. În plus, au fost lansate și două albume oficiale de coveruri: albumul metal/electronic Determination (2015), de RichaadEB și Ace Waters, și albumul jazz Live at Grillby's (2016), de Carlos Eiene (insaneintherainmusic). Un alt album de duete jazz pe baza cântecelor din Undertale, Prescription for Sleep, a fost interpretat și lansat în 2016 de saxofonistul Norihiko Hibino și pianistul Ayaki Saitō. În același an, a fost lansată și o ediție dublu-vinil a coloanei sonore, produsă de iam8bit. Două albume digitale și cărți de partituri oficiale, intitulate UNDERTALE Piano Collections, aranjate de David Peacock și interpretate de Augustine Mayuga Gonzales, au fost lansate în 2017 și 2018 de Materia Collective. Un costum de luptător Mii inspirat de Sans a fost lansat pentru titlul crossover Super Smash Bros. Ultimate în septembrie 2019, marcând debutul oficial al personajului ca model 3D. Acest costum adaugă și un aranjament nou al piesei „Megalovania”, realizat de Fox. Regizorul de creație pentru Super Smash Bros., Masahiro Sakurai, a menționat că un costum de Sans a fost cerut de multe persoane. Câteva piese din Undertale au fost adăugate și în Taiko no Tatsujin: Drum 'n' Fun!, ca DLC.

### Deltarune
După ce a făcut aluzii la o noutate legată de Undertale cu o zi înainte, Fox a lansat gratuit, pentru Windows și macOS, la 31 octombrie 2018, primul capitol dintr-un joc nou, numit Deltarune. Deltarune „nu este universul Undertale”, potrivit lui Fox, cu toate că unele personaje și locuri amintesc de universul Undertale, și este „destinat celor care au terminat Undertale”; denumirea Deltarune este o anagramă a lui Undertale. Fox a declarat că această lansare este prima parte dintr-un nou proiect și a considerat potrivită lansarea unui „program-sondaj” pentru a determina direcția de dezvoltare a proiectului. Fox a clarificat că Deltarune va fi un proiect mai amplu decât Undertale; el a afirmat că i-a luat câțiva ani să creeze primul capitol din Deltarune, mult mai mult decât versiunea demo pentru Undertale.
Capitolul 2 din Deltarune a fost lansat pe 17 septembrie 2021, după ce Fox a alcătuit o echipă care să îl ajute să dezvolte mai departe jocul. Capitolele următoare nu vor mai fi lansate individual; în schimb, jocul va fi disponibil ca pachet complet odată ce va fi finalizat. Fox a declarat că nu are în plan o dată estimativă de finalizare. Deltarune are planificat un singur final, indiferent de alegerile jucătorului.

## Recepție
Undertale s-a bucurat de aprecierea criticilor și a fost rapid considerat un joc video cult de către numeroase publicații. Colectorul de recenzii Metacritic a calculat un scor mediu de 92/100 pe baza a 43 de recenzii. În clasamentul Metacritic, Undertale este al treilea cel mai bine cotat joc pentru Windows lansat în 2015 și este printre primele 50 din toate timpurile. Laudele au fost aduse, cu precădere, scenariului, personajelor unice și sistemului de bătălie. Tyler Hicks de la GameSpot l-a declarat „unul dintre cele mai progresive și inovatoare jocuri de rol dintr-o perioadă largă de timp,” iar Kallie Plagge de la IGN l-a considerat „o experiență construită cu măiestrie”. Până la sfârșitul lui 2015, într-un raport preliminar al Steam Spy, Undertale era unul dintre cele mai bine vândute jocuri pe Steam, cu 530.343 de copii vândute. Până la începutul lui februarie 2016, jocul a depășit un milion de vânzări; până în iulie 2018, jocul avea deja un total estimat de 3,5 milioane de jucători pe Steam. Vânzările pe PlayStation 4 și PlayStation Vita în Japonia au depășit 100.000 de copii până în februarie 2018.
Daniel Tack de la Game Informer a considerat că sistemul de bătălie este „incredibil de nuanțat”, comentând despre unicitatea fiecărei confruntări. Austin Walker de la Giant Bomb a fost impresionat de complexitatea sistemului, comentând că este „neconvențional, isteț și uneori foarte dificil”. Ben „Yahtzee” Croshaw de la The Escapist a lăudat capacitatea jocului de a îmbina elemente de luptă pe ture și în timp real. Kallie Plagge de la IGN a salutat opțiunea de a evita luptele, alegând conversațiile prietenoase. Jesse Singal de la The Boston Globe a considerat că abilitatea jocului de a-l face pe jucător să empatizeze cu monștrii „indică larga și fundamentala blândețe din esența” lui Undertale.
Recenzenții au aclamat scenariul și narațiunea; Plagge l-a caracterizat drept „excelent”. Croshaw l-a considerat cel mai bine scris joc din 2015, spunând că „este, pe de o parte, ilar... și este, de asemenea, pe la sfârșit, chiar emoționant”. Ben Davis de la Destructoid a apreciat personajele jocului și uzul comediei și i-a comparat atmosfera, personajele și forma de povestire cu Cave Story (2004). Richard Cobbett de la PC Gamer a făcut comentarii similare și a spus că „chiar și momentele mai slabe... pur și simplu funcționează”.
Aspectul jocului a primit recenzii mixte. Walker l-a considerat „simplu, dar comunicativ”. Plagge a scris că jocul „nu arată întotdeauna frumos” și arată „uneori urât”, dar a considerat că muzica și animațiile compensează neajunsurile. Croshaw a remarcat că „pendulează între simplu și funcțional și efectiv prost”. Altor recenzenți le-a plăcut grafica: Tack a opinat că aspectul se potrivește cu personajele și contextele, în timp ce Cobbett a apreciat capabilitatea graficii de a transmite emoție.

## Impact cultural

### Fani

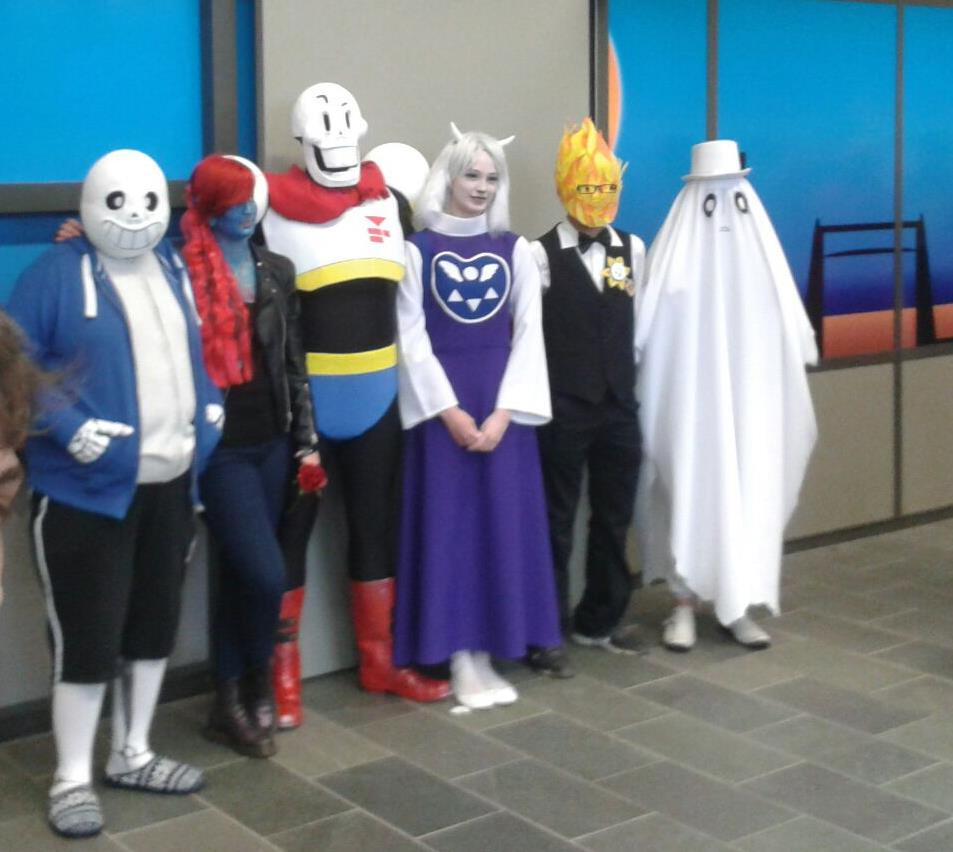
Cosplayeri deghizați (de la stânga la dreapta) în Sans, Undyne, Papyrus, Toriel, Grillby și Napstablook. Fotografia a fost făcută la Tsunacon, în Rotterdam, Țările de Jos.

La aproximativ un an de la lansare, Fox a comentat că l-a luat prin surprindere popularitatea jocului și că, în ciuda faptului că aprecia atenția pozitivă, a considerat-o stresantă. El a mai spus: „Nu m-ar surprinde dacă nu voi mai reuși să fac alt joc cu un succes la fel de mare. Totuși, mă simt împăcat cu asta”. Personajul Sans a fost foarte bine primit de jucători, fiind obiectul multor opere ale fanilor. Wrestlerul profesionist Kenny Omega și-a exprimat dragostea pentru Undertale, deghizându-se în Sans pentru episodul din 30 octombrie 2019 din All Elite Wrestling: Dynamite. Adăugarea lui Sans în calitate de costum în Super Smash Bros. Ultimate a atras reacții pozitive din partea fanilor, deși The Commonwealth Times a considerat că alăturarea lui este o „potențială problemă”, din cauza factorului nostalgic în scădere pentru fiecare personaj nou și a mărimii tot mai ample a colecției de costume.
Pe de altă parte, fanii Undertale și-au atras o reputație de „fani toxici”, din cauza concepției că povestea trebuie savurată într-un anumit fel. După lansare, unii streameri au fost hărțuiți de fani ai jocului pentru că atacau inamicii sau chiar încercau să joace „ruta genocidului” încă de prima oară. Markiplier a încetat să mai creeze clipuri despre Undertale (după ce făcuse deja două), fiindcă a fost criticat că juca „greșit”.
În iulie 2016, în cadrul unui summit despre Internet organizat la Vatican, YouTuberul MatPat i-a dăruit Papei Francisc o copie a lui Undertale. MatPat și-a explicat alegerea evidențiind suprapunerea anului 2016 cu Anul Jubiliar al Milostivirii și creând, astfel, o legătură cu tema principală din Undertale — mila. Mai târziu, în ianuarie 2022, o trupă de circ a prestat în fața papei în cadrul predicii sale săptămânale de la Vatican, având „Megalovania” drept suport muzical, fapt ce a atras comparații cu darul simbolic al lui MatPat.

### Premii și nominalizări
Jocul a apărut în mai multe liste de „cele mai bune jocuri” la finele lui 2015, fiind desemnat „Jocul lunii” și „Cel mai haios joc pe PC” de către Rock, Paper, Shotgun; „Cel mai bun joc din toate timpurile”, de către GameFAQs; și „Jocul anului pentru PC”, de către The Jimquisition, Zero Punctuation și IGN. De asemenea, a primit distincția „Cel mai bun joc pentru PC” de la Destructoid, Premiul „Matthew Crump” pentru Inovare Culturală și „Cel mai satisfăcător joc finanțat prin crowdfunding” de la SXSW Gaming Awards și „Cel mai bun joc original de rol” de la Academia Națională a Recenzenților din Industria Jocurilor Video (National Academy of Video Game Trade Reviewers).
Undertale a primit premii și nominalizări în categorii diverse, cu aprecieri pentru poveste, narațiune și jocul de rol în sine. La IGN's Best of 2015, jocul a primit distincția „Cea mai bună poveste”. Undertale a fost nominalizat la „Premiul pentru inovare”, „Cel mai bun debut” și „Cea mai bună narațiune” la Game Developers Choice Awards. În 2016, la Independent Games Festival, jocul a câștigat Premiul Publicului și a atras trei nominalizări pentru „Excelență în sunet”, „Excelență în narațiune” și Marele Premiu „Seumas McNally”. SXSW Gaming Awards l-a numit „Cel mai satisfăcător joc finanțat prin crowdfunding” și i-a acordat Premiul „Matthew Crump” pentru Inovare Culturală. În același an, la Steam Awards, jocul a fost nominalizat la categoria „Nu plâng, doar mi-a intrat ceva în ochi”. În 2019, Polygon a numărat jocul printre cele mai bune din acel deceniu. În 2021, IGN a inclus Undertale pe locul 20 într-o listă cu cele mai bune 100 de jocuri din toate timpurile, iar, în Japonia, TV Asahi a organizat un sondaj la nivel național — voturile a 50.000 de amatori de jocuri au clasat Undertale drept al 13-lea cel mai bun joc din toate timpurile.
| Premiu                                  | Decernare         | Categorie                                                          | Rezultat     | Ref.            |
| --------------------------------------- | ----------------- | ------------------------------------------------------------------ | ------------ | --------------- |
| British Academy Games Awards, ediția 12 | 7 aprilie 2016    | Poveste                                                            | Nominalizare | [ 124 ] [ 125 ] |
| D.I.C.E. Awards, ediția 19              | 18 februarie 2016 | Realizare excepțională în regia unui joc                           | Nominalizare | [ 126 ]         |
| D.I.C.E. Awards, ediția 19              | 18 februarie 2016 | DICE Sprite Award                                                  | Nominalizare | [ 126 ]         |
| D.I.C.E. Awards, ediția 19              | 18 februarie 2016 | Jocul de rol / cu multiplayer online în masă al anului             | Nominalizare | [ 126 ]         |
| Dragon Awards                           | 11 august 2016    | Cel mai bun joc SF sau fantastic pentru PC/consolă                 | Nominalizare | [ 127 ]         |
| Global Game Awards                      | 27 noiembrie 2015 | Cel mai bun joc independent                                        | Locul 2      | [ 128 ]         |
| The Game Awards                         | 3 decembrie 2015  | Cel mai bun joc independent                                        | Nominalizare | [ 129 ]         |
| The Game Awards                         | 3 decembrie 2015  | Jocuri pentru schimbare                                            | Nominalizare | [ 129 ]         |
| The Game Awards                         | 3 decembrie 2015  | Cel mai bun joc de rol                                             | Nominalizare | [ 129 ]         |
| Game Developers Choice Awards 2016      | 16 martie 2016    | Premiul pentru inovare                                             | Nominalizare | [ 117 ]         |
| Game Developers Choice Awards 2016      | 16 martie 2016    | Cel mai bun debut                                                  | Nominalizare | [ 117 ]         |
| Game Developers Choice Awards 2016      | 16 martie 2016    | Cea mai bună narațiune                                             | Nominalizare | [ 117 ]         |
| Independent Games Festival 2016         | 16 martie 2016    | Marele Premiu „Seumas McNally”                                     | Nominalizare | [ 130 ]         |
| Independent Games Festival 2016         | 16 martie 2016    | Excelență în sunet                                                 | Nominalizare | [ 130 ]         |
| Independent Games Festival 2016         | 16 martie 2016    | Excelență în narațiune                                             | Nominalizare | [ 130 ]         |
| Independent Games Festival 2016         | 16 martie 2016    | Premiul publicului                                                 | Câștigat     | [ 118 ]         |
| SXSW Gaming Awards 2016                 | 19 martie 2016    | Jocul anului                                                       | Nominalizare | [ 131 ]         |
| SXSW Gaming Awards 2016                 | 19 martie 2016    | Excelență în experiența de joc                                     | Nominalizare | [ 131 ]         |
| SXSW Gaming Awards 2016                 | 19 martie 2016    | Cea mai promițătoare proprietate intelectuală nouă                 | Nominalizare | [ 131 ]         |
| SXSW Gaming Awards 2016                 | 19 martie 2016    | Cel mai satisfăcător joc finanțat prin crowdfunding                | Câștigat     | [ 114 ]         |
| SXSW Gaming Awards 2016                 | 19 martie 2016    | Premiul „Matthew Crump” pentru Inovare Culturală                   | Câștigat     | [ 114 ]         |
| NAVGTR Awards                           | 21 martie 2016    | Cel mai bun joc original de rol                                    | Câștigat     | [ 115 ]         |
| NAVGTR Awards                           | 21 martie 2016    | Coloană sonoră originală de comedie, proprietate intelectuală nouă | Nominalizare | [ 115 ]         |
| NAVGTR Awards                           | 21 martie 2016    | Cel mai bun design de joc, proprietate intelectuală nouă           | Nominalizare | [ 115 ]         |